# Turraea glomeruliflora
Turraea glomeruliflora är en tvåhjärtbladig växtart som beskrevs av Hermann August Theodor Harms. Turraea glomeruliflora ingår i släktet Turraea och familjen Meliaceae. Inga underarter finns listade i Catalogue of Life.